# Hieracium lainzii
Hieracium lainzii es una especie de planta con flor del género Hieracium, de la familia Asteraceae, orden Asterales.

## Distribución
Hieracium lainzii se distribuye por España.

## Taxonomía
Fue descrita científicamente por B. de Retz.
Tratamiento taxonómico
La especie aparece registrada en una sección de la publicación Bull. Soc. Bot. France, Lett. Bot.